# Workers & Resources: Soviet Republic
Workers & Resources: Soviet Republic — компьютерная игра в жанрах градостроительного симулятора и стратегии в реальном времени. Она была разработана и издана словацкой компанией 3Division. Игра была выпущена 15 марта 2019 в раннем доступе. Полноценный релиз игры состоялся 20 июня 2024 года.

## Сеттинг
Действие игры по выбору игрока начинаются с 1960, 1970 или 1980 года в вымышленной социалистической республике. Игровая карта по умолчанию представлена квадратом, где республика игрока с одного угла вдоль двух соприкасающихся рёбер граничит с СССР или другой безымянной социалистической страной, а с другого угла на протяжении противоположных рёбер с западной капиталистической страной. В редакторе карт игрок может изменить вид границы со странами на собственной карте. 

## Игровой процесс
Игрок управляет социалистической республикой с плановой экономикой, выступая в роли её главы. Workers & Resources не предлагает игроку определённых целей, по достижении которых игра заканчивается; игрок сам определяет, каким он хочет видеть своё государство, в соответствии со своими представлениями: например, построить производственный город, выпускающий те или иные товары или возвести жилые массивы. Игрок может как начать строить страну своей мечты с нуля, так и взять под своё управление республику с маленькими деревнями. По сравнению с градостроительными симуляторами в духе SimCity, в Workers & Resources отсутствует элемент частного бизнеса и нет характерной для игр такого рода разметки зон под торговые и промышленные кварталы, которые предприниматели застраивают сами — напротив, все мельчайшие решения возлагаются на игрока. В игре детально проработано движение ресурсов — как сырья и товаров, так и работников; так, чтобы организовать производство досок из древесины, игрок должен запустить вырубку леса, купить бортовой грузовик для перевозки брёвен на лесопилку и автобус, чтобы доставлять на фабрику рабочих, позаботиться о доставке досок в открытое хранилище и так далее.
Игрок может возводить объекты социальной инфраструктуры, к которым относятся школы, детские сады, университеты, пожарные депо, больницы, милиция, суды, предприятия общественного питания, а также гастроном, универмаг, малый и большой торговые центры.
Также в игре присутствует туризм. Туристы прибывают в республику по воздуху, по морю и по земле. Их требуется разместить в гостиницах. Можно возводить аттракционы и зоны отдыха, которые могут посещать как местные жители, так и приезжие. При посещении их туристами и удовлетворении потребностей будет повышаться туристический рейтинг, из-за чего в республику будет прибывать больше путешественников.
Для передвижения граждан создаётся транспортная инфраструктура, представленная автомобильными трассами, железной дорогой, тротуарами. В игре также представлен общественный транспорт, в том числе автобус, троллейбус, трамвай, поезд, самолёт, вертолёт, метро. Все модели транспорта являются реальными, только марки переименованы. В игре есть два времени года, которые влияют на условия игры. К примеру, приходится расчищать дорогу от снега зимой и так далее.

## История разработки
Игра была выпущена на платформе Steam 15 марта 2019 года. 16 мая 2022 года разработчик 3Division выпустил DLC «Help for Ukraine». По заявлению компании, все средства, вырученные с продаж данного DLC, пошли Украинскому Красному Кресту[нужен лучший источник].
В середине февраля 2023 года игра была временно удалена из Steam из-за жалобы в рамках Закона об авторском праве в цифровую эпоху (DMCA). Жалоба была подана одним из авторов контента, создавшим реалистичный мод, который студия 3Division планировала включить в следующее обновление игры с указанием авторства. Спустя несколько недель, 4 марта 2023 года, игра вернулась в Steam.
В середине сентября 2023 года компания 3Division объявила о подписании контракта с издателем Hooded Horse. 16 марта 2024 года разработчик сообщил, что релизная версия игры выйдет 20 июня 2024 года.
20 июня 2024 года состоялся релиз версии 1.0. Одновременно с релизом версии 1.0 состоялся релиз первого DLC, Biomes, позволяющего игрокам развивать свою республику в Сибири, азиатских джунглях и пустынях. DLC также добавило дополнительный функционал в редактор карт.
Второе DLC, World Maps, вышедшее 13 декабря 2024 года, добавляет 10 новых карт, основанных на ландшафтах реальных стран. На каждой из них присутствуют достопримечательности стран, воссозданных в игре.
Третье DLC, Early Start, вышедшее 22 мая 2025 года, позволяет начать игру в 1930-м, 1940-м или 1950-м году, а также добавляет здания и технику соответствующей эпохи. Также оно добавляет две новых карты с достопримечательностями: Москва и Санкт-Петербург.

## Отзывы
Алек Меер в обзоре версии в раннем доступе для Rock, Paper, Shotgun охарактеризовал Workers & Resources как испытание ведром ледяной воды среди градостроительных симуляторов, требовательную к игроку, но вознаграждающую за усердие; Меер сетовал на отсутствие в игре режима обучения и неудобный интерфейс, не позволяющий в случае проблем понять, что именно в республике идёт не так. Джонатан Болдинг из PC Gamer описывал игру как «лучший градостроительный симулятор на советскую тематику, который я когда-либо видел» и писал, что игра могла бы легко претендовать для него на звание игры года, если бы не технические проблемы и баги.